# 酒主義久
酒主 義久（さかぬし よしひさ、1987年5月2日 - ）は、フジテレビのアナウンサー。

## 来歴・人物
千葉県習志野市出身。父親は小・中学校教諭、母親は幼稚園教諭。小学生の頃から野球をやっており、高校時代は硬式野球部、大学時代は軟式野球部に所属。習志野市立第三中学校3年生の時にはレジー・スミスベースボールアカデミーにてレジー・スミスから指導を受けたこともある。千葉県立幕張総合高等学校卒業後、2浪を経て、早稲田大学人間科学部卒業。 卒業論文の研究テーマは、「3大学間における視線一致型テレビ会議システムの研究」。
2012年4月フジテレビ入社。同期は久代萌美、宮澤智。 また、宮澤と同じく早稲田大学放送研究会にも3年間所属した。アナウンススクールは、テレビ朝日アスク出身。アナウンサーを志望した理由は、野球に携われる仕事で、2006年のワールド・ベースボール・クラシックをテレビで見て感動したことがきっかけ。現在は主にスポーツ実況を担当している。千葉出身ということもあり、プロ野球は千葉ロッテマリーンズのファンである。

## 出演番組
レギュラー出演番組・キャスター名（地上波）
| 期間                   | 期間    | 月曜日                                                          | 火曜日                                  | 水曜日                                                                   | 木曜日                                | 金曜日                                | 土曜日                              | 日曜日             |
| ---------------------- | ------- | --------------------------------------------------------------- | --------------------------------------- | ------------------------------------------------------------------------ | ------------------------------------- | ------------------------------------- | ----------------------------------- | ------------------ |
| 2012.10                | 2012.12 | スーパーニュース フィールドキャスター                           | スーパーニュース フィールドキャスター   | スーパーニュース フィールドキャスター                                    | スーパーニュース フィールドキャスター | スーパーニュース フィールドキャスター | （なし）                            | みんなのKEIBA 実況 |
| 2013.1                 | 2013.3  | スーパーニュース フィールドキャスターFNNレインボー発 キャスター | スーパーニュース フィールドキャスター   | スーパーニュース フィールドキャスター                                    | スーパーニュース フィールドキャスター | スーパーニュース フィールドキャスター | （なし）                            | みんなのKEIBA 実況 |
| 2013.4                 | 2014.3  | スーパーニュース フィールドキャスターFNNレインボー発 キャスター | スーパーニュース フィールドキャスター   | めざましテレビ 『ココ調』リポータースーパーニュース フィールドキャスター | スーパーニュース フィールドキャスター | スーパーニュース フィールドキャスター | （なし）                            | みんなのKEIBA 実況 |
| 2014.4                 | 2014.9  | スーパーニュース フィールドキャスター                           | スーパーニュース フィールドキャスター   | めざましテレビ 『ココ調』リポータースーパーニュース フィールドキャスター | スーパーニュース フィールドキャスター | スーパーニュース フィールドキャスター | （なし）                            | みんなのKEIBA 実況 |
| 2014.10                | 2015.3  | スーパーニュース フィールドキャスター                           | スーパーニュース フィールドキャスター   | スーパーニュース フィールドキャスター                                    | スーパーニュース フィールドキャスター | スーパーニュース フィールドキャスター | （なし）                            | みんなのKEIBA 実況 |
| 2015.4                 | 2015.9  | みんなのニュース フィールドキャスター                           | みんなのニュース フィールドキャスター   | みんなのニュース フィールドキャスター                                    | みんなのニュース フィールドキャスター | みんなのニュース フィールドキャスター | （なし）                            | みんなのKEIBA 実況 |
| 2015.10                | 2016.3  | （なし）                                                        | （なし）                                | （なし）                                                                 | （なし）                              | （なし）                              | （なし）                            | みんなのKEIBA 実況 |
| 2016.4                 | 2016.9  | 直撃LIVE グッディ! フィールドキャスター                         | 直撃LIVE グッディ! フィールドキャスター | 直撃LIVE グッディ! フィールドキャスター                                  | （なし）                              | （なし）                              | （なし）                            | みんなのKEIBA 実況 |
| 2016.10                | 2017.9  | 直撃LIVE グッディ! フィールドキャスター                         | 直撃LIVE グッディ! フィールドキャスター | 直撃LIVE グッディ! フィールドキャスター                                  | （なし）                              | （なし）                              | めざましどようび ニュースキャスター | みんなのKEIBA 実況 |
| 2017.9                 | 2018.3  | 直撃LIVE グッディ! フィールドキャスター                         | 直撃LIVE グッディ! フィールドキャスター | 直撃LIVE グッディ! フィールドキャスター                                  | （なし）                              | （なし）                              | （なし）                            | みんなのKEIBA 実況 |
| 2018.4                 | 2019.3  | （なし）                                                        | めざましテレビ スポーツキャスター1      | めざましテレビ スポーツキャスター1                                       | めざましテレビ スポーツキャスター1    | （なし）                              | （なし）                            | みんなのKEIBA 実況 |
| 2019.4                 | 2020.3  | めざましテレビ スポーツキャスター                               | （なし）                                | めざましテレビ スポーツキャスター                                        | めざましテレビ スポーツキャスター     | （なし）                              | （なし）                            | みんなのKEIBA 実況 |
| 2020.4                 | 2020.6  | めざましテレビ スポーツキャスター                               | めざましテレビ スポーツキャスター       | めざましテレビ スポーツキャスター                                        | めざましテレビ スポーツキャスター     | （なし）                              | （なし）                            | みんなのKEIBA 実況 |
| 2020.7                 | 2020.8  | めざましテレビ スポーツキャスター                               | （なし）                                | めざましテレビ スポーツキャスター                                        | めざましテレビ スポーツキャスター     | （なし）                              | （なし）                            | みんなのKEIBA 実況 |
| 2020.8                 | 2020.8  | めざましテレビ スポーツキャスター                               | めざましテレビ スポーツキャスター       | めざましテレビ スポーツキャスター                                        | （なし）                              | （なし）                              | （なし）                            | みんなのKEIBA 実況 |
| 2020.9                 | 2020.9  | めざましテレビ スポーツキャスター                               | めざましテレビ スポーツキャスター       | めざましテレビ スポーツキャスター                                        | めざましテレビ スポーツキャスター     | （なし）                              | （なし）                            | みんなのKEIBA 実況 |
| 2020.10                | 2023.3  | めざましテレビ スポーツキャスター                               | めざましテレビ スポーツキャスター       | めざましテレビ スポーツキャスター                                        | （なし）                              | （なし）                              | （なし）                            | みんなのKEIBA 実況 |
| 2023.4                 | 2024.9  | めざましテレビ スポーツキャスター                               | めざましテレビ スポーツキャスター       | （なし）                                                                 | めざまし8 情報キャスター              | （なし）                              | （なし）                            | みんなのKEIBA 実況 |
| 2024.10                | 2025.3  | めざまし8 情報キャスター                                        | （なし）                                | （なし）                                                                 | めざまし8 情報キャスター              | めざまし8 情報キャスター              | （なし）                            | みんなのKEIBA 実況 |
| 2025.4                 | 未定    | サン!シャイン 情報プレゼンター                                  | サン!シャイン 情報プレゼンター          | サン!シャイン 情報プレゼンター                                           | サン!シャイン 情報プレゼンター        | （なし）                              | （なし）                            | みんなのKEIBA 実況 |
| 備考 - 1倉田大誠の後任 |         |                                                                 |                                         |                                                                          |                                       |                                       |                                     |                    |

### その他
- スポーツ中継（野球・プロ野球・サッカー・競馬・ゴルフ・陸上・ボクシング・駅伝）
- プロ野球ニュース（2013年4月〜2014年3月、MC、2014年4月 - 試合結果報告キャスター）
- めざましテレビ
  - 総合司会代行（2022年1月21日）[7] 伊野尾慧の新型コロナウイルス感染を受けて急遽代理。[注 1]
  - 藤井弘輝休暇・不在時のスポーツキャスター代行（2021年10月22日・2022年4月28日[注 2]・6月30日・11月10日・17日・24日・12月8日・15日・2023年2月23日・24日[注 3]・3月9日・10月20日・27日）
  - 三宅正治・生田竜聖休暇・不在時の情報キャスター代行（2021年2月8日・9日・10月18日 - 20日・11月8日 - 10日・2022年1月24日 - 26日・3月15日・8月1日 - 3日・9月27日・2023年1月16日 - 18日・3月13日-15日・8月28日・29日・2024年2月19日・20日・3月4日・5日）
- めざましどようび
  - 大川立樹休暇時のスポーツキャスター兼情報キャスター代行（2022年10月29日）
  - 西山喜久恵休暇時・大川立樹取材時のスポーツキャスター兼情報キャスター・メーンキャスター代行（2023年3月18日)
- FNN Live News days（野島卓休憩時の代理メーンキャスター[注 4]、2019年12月18日）
- ナンバMG5 第1話、第2話（2022年4月13日、2022年4月27日）
- S-PARK（ニュースキャスター、2022年5月28日）
- ユアタイム クイック（代行）
- めざまし8 - 倉田大誠・堀池亮介スポーツ取材時・休暇時の情報キャスター代行（2023年5月10日・2024年6月14日・17日[注 5]・2025年2月12日・3月4日）

## 競馬GI実況歴
日本国内
- フェブラリーステークス（2018年〜2021年）[8]
- NHKマイルカップ（2021年、2023年〜2024年）
- ヴィクトリアマイル（2022年）
- スプリンターズステークス （2022年〜）

社名競走（フジテレビ賞）
- スプリングステークス（2024年）

海外
- 香港スプリント（2021年）
- 香港ヴァーズ（2023年）
- ドバイゴールデンシャヒーン（2024年）
- ドバイシーマクラシック（2024年）

## 同期入社
- 宮澤智
- 久代萌美（2021年7月にてネットワーク局ネットワーク業務推進部へ異動し、2022年3月末退社）